# Union Pacific Railroad
Die Union Pacific Railroad (UP) ist eine der beiden großen Class-1-Eisenbahngesellschaften im Westen der Vereinigten Staaten. Eigentümerin ist die Union Pacific Corporation. CEO ist Jim Vena und Präsidentin des Unternehmens ist Beth Whited. Die UP betreibt heute bis auf die Vorortzüge im Großraum Chicago nur noch Güterverkehr, der Personenfernverkehr wurde 1971 von UP an Amtrak abgegeben. Der Hauptkonkurrent von UP ist die BNSF Railway, die zum großen Teil das gleiche Gebiet abdeckt.

## Streckennetz

Streckennetz der Union Pacific Railroad (2009)

Das Netz der Union Pacific erstreckt sich von der Pazifikküste bis nach Chicago und New Orleans über den gesamten Westen der USA.
Sie besitzt und befährt Strecken in 23 Bundesstaaten der USA: Arizona, Arkansas, Colorado, Idaho, Illinois, Iowa, Kalifornien, Kansas, Louisiana, Minnesota, Missouri, Montana, Nebraska, Nevada, New Mexico, Oklahoma, Oregon, Tennessee, Texas, Utah, Washington, Wisconsin und Wyoming.
Ihre heutige Ausdehnung mit einem Streckennetz von 32.693 Meilen (ca. 52.614 Kilometer) und 52.128 Meilen (ca. 83.891 Kilometer) Gleislänge zum 31. Dezember 2023 hat die UP durch die Übernahme anderer Bahngesellschaften erreicht. Dazu zählen u. a. die Strecken der ehemaligen Eisenbahngesellschaften Western Pacific Railroad, Missouri Pacific Railroad, Chicago and North Western Railway, Southern Pacific Railroad und Denver and Rio Grande Western Railroad. 

## Rollmaterial

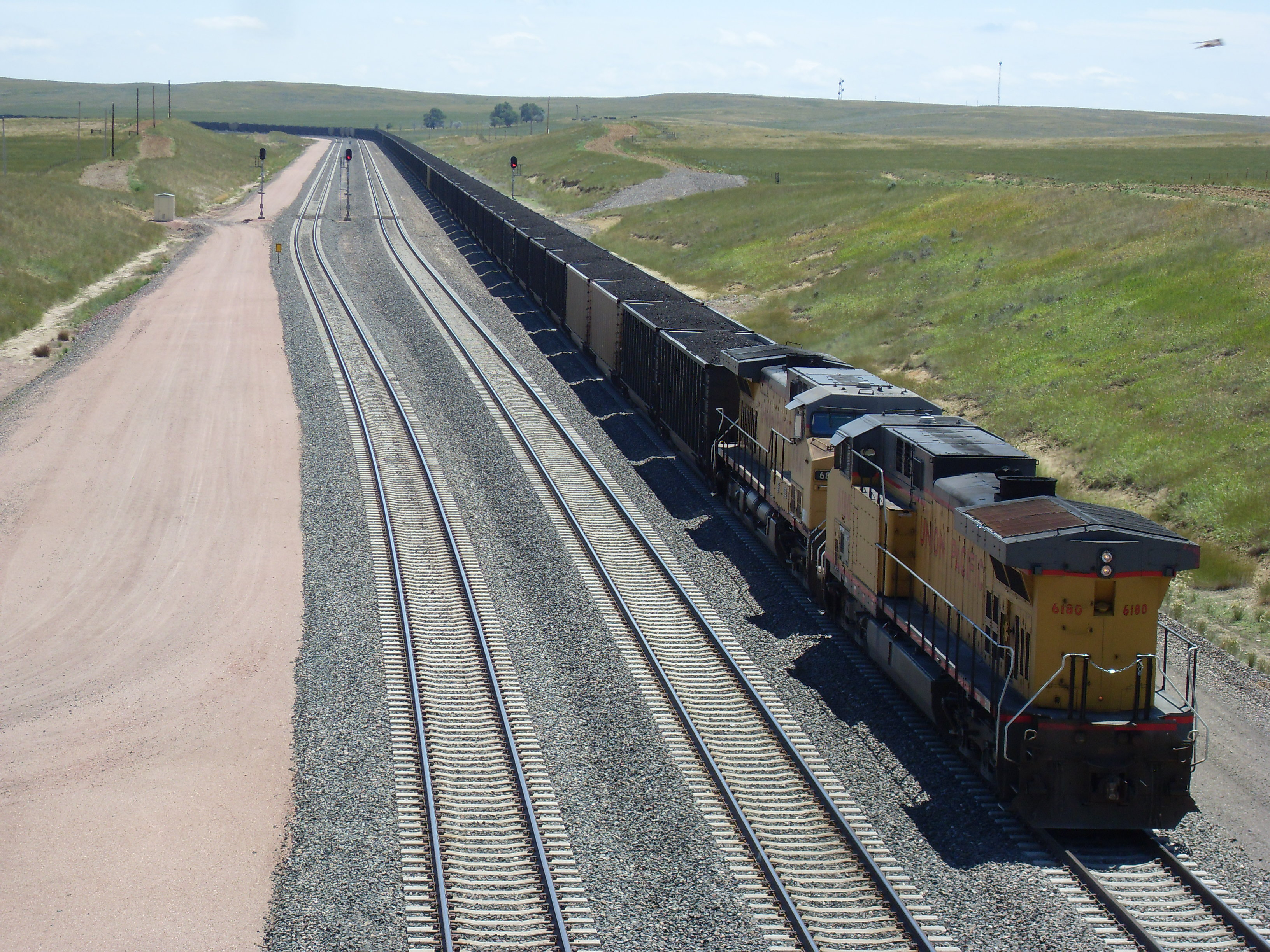
Typischer Kohlenzug in Wyoming mit offenen Schüttgutwagen

Mit Stand 31. Dezember 2023 setzte die Union Pacific Railroad 7.154 eigene und gemietete Lokomotiven (ausschließlich Diesellokomotiven) und 59.189 eigene sowie selbst gemietete Güterwagen ein. Der Güterwagenbestand teilte sich wie folgt auf:
- 23.235 gedeckte Schüttgutwagen,
- 5.621 offene Schüttgutwagen,
- 10.888 Offene Güterwagen (Gondola),
- 10.961 Gedeckte Güterwagen,
- 3.643 Kühlwagen,
- 4.470 Flachwagen,
- sowie 371 sonstige Güterwagen.[1]

Darüber hinaus werden zwei Dampflokomotiven, drei Diesellokomotiven sowie einige Reisezugwagen für Sonderfahrten bereitgehalten. Bis zum Oktober 2010 handelte es sich bei den Dampflokomotiven um die niemals ausgemusterte, letzte für die Union Pacific gebaute Dampflok 844 und den Challenger 3985, der seit 1981 wieder aufgearbeitet war. Seit 2019 steht der Union Pacific neben der 844 auch wieder der Big Boy 4014 für Sonderfahrten zur Verfügung.

## Anzahl der Lokomotiven von Union Pacific (Anzahl zum 1. Januar)

### Zur Dampflokzeit
|                   | 1927 | 1928 | 1929 | 1930 | 1931 | 1932 | 1933 | 1934 | 1935 | 1936 | 1937 | 1938 | 1939 | 1940 | 1941 | 1942 | 1943 | 1944 | 1945 | 1946 | 1947 | 1948 | 1949 | 1950 | 1951 | 1952 | 1953 | 1954 | 1955 | 1956 | 1957 | 1958 | 1959 | 1960 |
| ----------------- | ---- | ---- | ---- | ---- | ---- | ---- | ---- | ---- | ---- | ---- | ---- | ---- | ---- | ---- | ---- | ---- | ---- | ---- | ---- | ---- | ---- | ---- | ---- | ---- | ---- | ---- | ---- | ---- | ---- | ---- | ---- | ---- | ---- | ---- |
| Dampflokomotiven  | 1795 | 1756 | 1680 | 1690 | 1654 | 1639 | 1630 | 1507 | 1465 | 1465 | 1449 | 1480 | 1474 | 1486 | 1440 | 1460 | 1477 | 1500 | 1535 | 1566 | 1499 | 1165 | 1075 | 1018 | 997  | 986  | 948  | 879  | 621  | 436  | 245  | 132  | 132  | 86   |
| Diesellokomotiven |      |      |      |      |      |      |      |      | 2    | 2    | 7    | 13   | 13   | 16   | 37   | 54   | 63   | 80   | 88   | 125  | 154  | 282  | 508  | 526  | 565  | 621  | 646  | 758  | 1032 | 1097 | 1107 | 1207 | 1210 | 1298 |

### Bestand der Diesellokomotiven
|                   | 1961 | 1963 | 1969 | 1976 | 1980 | 1981 | 1982 | 1983 | 1984 | 1996 | 1997 | 1998 | 1999 | 2000 | 2001 |
| ----------------- | ---- | ---- | ---- | ---- | ---- | ---- | ---- | ---- | ---- | ---- | ---- | ---- | ---- | ---- | ---- |
| Diesellokomotiven | 1340 | 1409 | 1374 | 1493 | 1544 | 1769 | 1698 | 1615 | 3191 | 4001 | 6524 | 6776 | 6926 | 6874 | 6973 |

## Umsatz und Verkehrsleistung
| Jahr | Umsatz (in Mio. $) | EBIT (in Mio. $) | Wagenladungen (in Tausend) | Tonnenkilometer (in Mio.) | Beschäftigte |
| ---- | ------------------ | ---------------- | -------------------------- | ------------------------- | ------------ |
| 1998 | $9.329             | $347             | 7.998                      | 695.237                   | 53.121       |
| 1999 | $10.175            | $1.784           | 8.556                      | 761.220                   | 52.539       |
| 2000 | $10.765            | $1.965           | 8.901                      | 780.532                   | 50.523       |
| 2001 | $10.830            | $2.018           | 8.916                      | 811.109                   | 48.600       |
| 2002 | $11.159            | $2.253           | 9.131                      | 835.250                   | 47.298       |
| 2003 | $11.551            | $2.133           | 9.239                      | 857.780                   | 46.371       |
| 2004 | $12.215            | $1.295           | 9.458                      | 878.702                   | 48.295       |
| 2005 | $13.578            | $1.795           | 9.544                      | 883.530                   | 49.747       |
| 2006 | $15.578            | $2.884           | 9.852                      | 909.280                   | 50.739       |
| 2007 | $16.283            | $3.375           | 9.733                      | 904.451                   | 50.089       |
| 2008 | $17.970            | $4.070           | 9.261                      | 906.060                   | 48.242       |
| 2009 | $14.143            | $3.379           | 7.786                      | 770.875                   | 43.531       |
| 2010 | $16.965            | $4.981           | 8.815                      | 837.503                   | 42.884       |
| 2011 | $19.557            | $5.724           | 9.072                      | 876.122                   | 44.861       |
| 2012 | $20.926            | $6.745           | 9.048                      | 838.647                   | 45.928       |
| 2013 | $21.963            | $7.446           | 9.022                      | 827.641                   | 46.445       |
| 2014 | $23.988            | $8.753           | 9.625                      | 884.542                   | 47.201       |
| 2015 | $21,813            | $8.052           | 9.062                      | 780.588                   | 47.457       |
| 2016 | $19.941            | $7.272           | 8.442                      | 708.335                   | 42.919       |
| 2017 | $21.240            | $7.894           | 8.588                      | 751.115                   | 41.992       |
| 2019 | $21.708            |                  | 8.346                      | 864.616                   | 37.483       |
| 2020 | $19.533            |                  | 7.753                      | 771.765                   | 30.960       |
| 2021 | $21.804            |                  | 8.038                      | 817.919                   | 29.905       |
| 2022 | $24.875            |                  | 8.169                      | 843.443                   | 30.717       |
| 2023 | $24.119            |                  | 8.112                      | 837.502                   | 31.490       |

## Einrichtungen

### Allgemeines

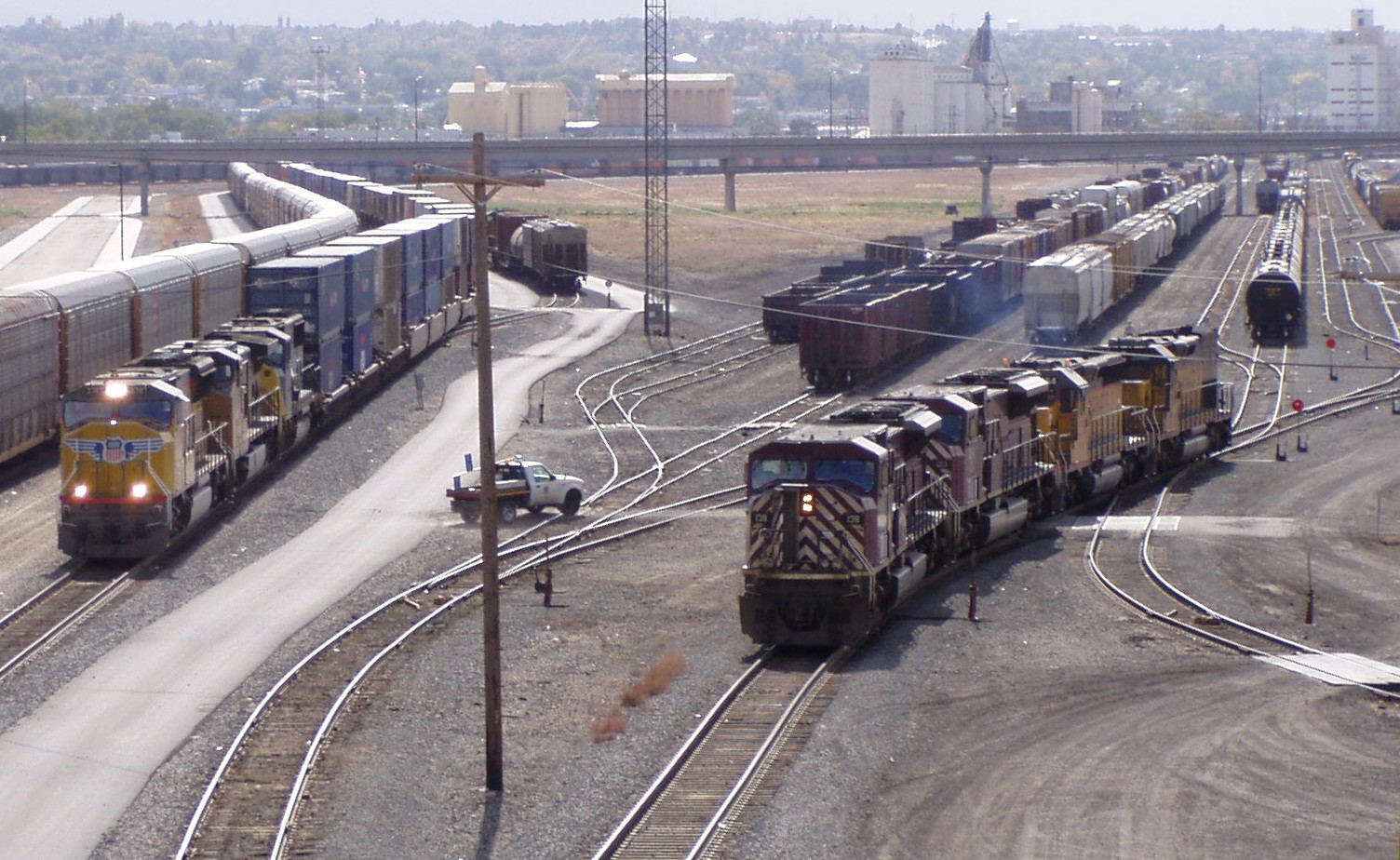
Union-Pacific-Bahnhof in Ogden, Utah (2004)

Bedingt durch die Größe hat Union Pacific hunderte Einsatzstellen, Werkstätten und Bahnhöfe. Einige der bekanntesten und größten sind:
- Bailey Yard, der weltgrößte Rangierbahnhof, in North Platte (Nebraska)
- Hinkle Locomotive Service and Repair Facility (Service- und Reparatureinrichtung für Lokomotiven) in Hinkle (Oregon)
- J.R. Davis Yard in Roseville (Kalifornien), die größte Eisenbahneinrichtung an der Westküste der Vereinigten Staaten
- Jenks Shop, eine der weltgrößten Lokomotiv-Werkstatteinrichtungen (u. a. für Komplettüberholungen) in North Little Rock (Arkansas)
- Global III Intermodal Facility, ein Umladepunkt des Intermodalverkehrs sowie Güter- und Rangierbahnhof für den Großraum Chicago in Rochelle (Illinois)
- Union Pacific Dallas Intermodal Terminal, ein Güterbahnhof in Dallas (Texas)
- Davidson Yard, ein Rangierbahnhof in Fort Worth (Texas)

### Bahnpolizei
Wie die meisten großen Bahngesellschaften der USA hat auch die Union Pacific eine eigene Polizei-ähnliche Abteilung, das Union Pacific Police Department. Die als Special Agents bezeichneten Mitarbeiter haben die polizeiliche Zuständigkeit für Delikte, die gegen die Eisenbahngesellschaft gerichtet sind oder auf ihrem Gebiet begangen wurden, dürfen in allen Bundesstaaten Personen verfolgen und verhaften und das Staats- und Bundesrecht auch außerhalb der Anlagen von Union Pacific durchsetzen. Sie verfolgen primär größere Unfälle und Verbrechen wie Entgleisungen, Sabotage, Zusammenstöße (auch mit Autos und Personen) und gefährlichen Materialien. Aber auch kleinere Vergehen wie Graffiti, Sachbeschädigung, unbefugtes Betreten von Eisenbahngelände, und Vermögensdelikte wie Betrug und Diebstahl zählen zu ihren Aufgabenbereichen.
Das UPPD und der Begriff Special Agents dienten als Vorlage bei der Gründung des FBI im Jahr 1907.

## Geschichte

Vollendung der ersten transkontinentalen Eisenbahnlinie zwischen Atlantik und Pazifik. Für die Presse gestellte Fotografie des feierlich begangenen Zusammentreffens der Central Pacific Railroad und der Union Pacific Railroad am 10. Mai 1869 am Promontory Summit in Utah.

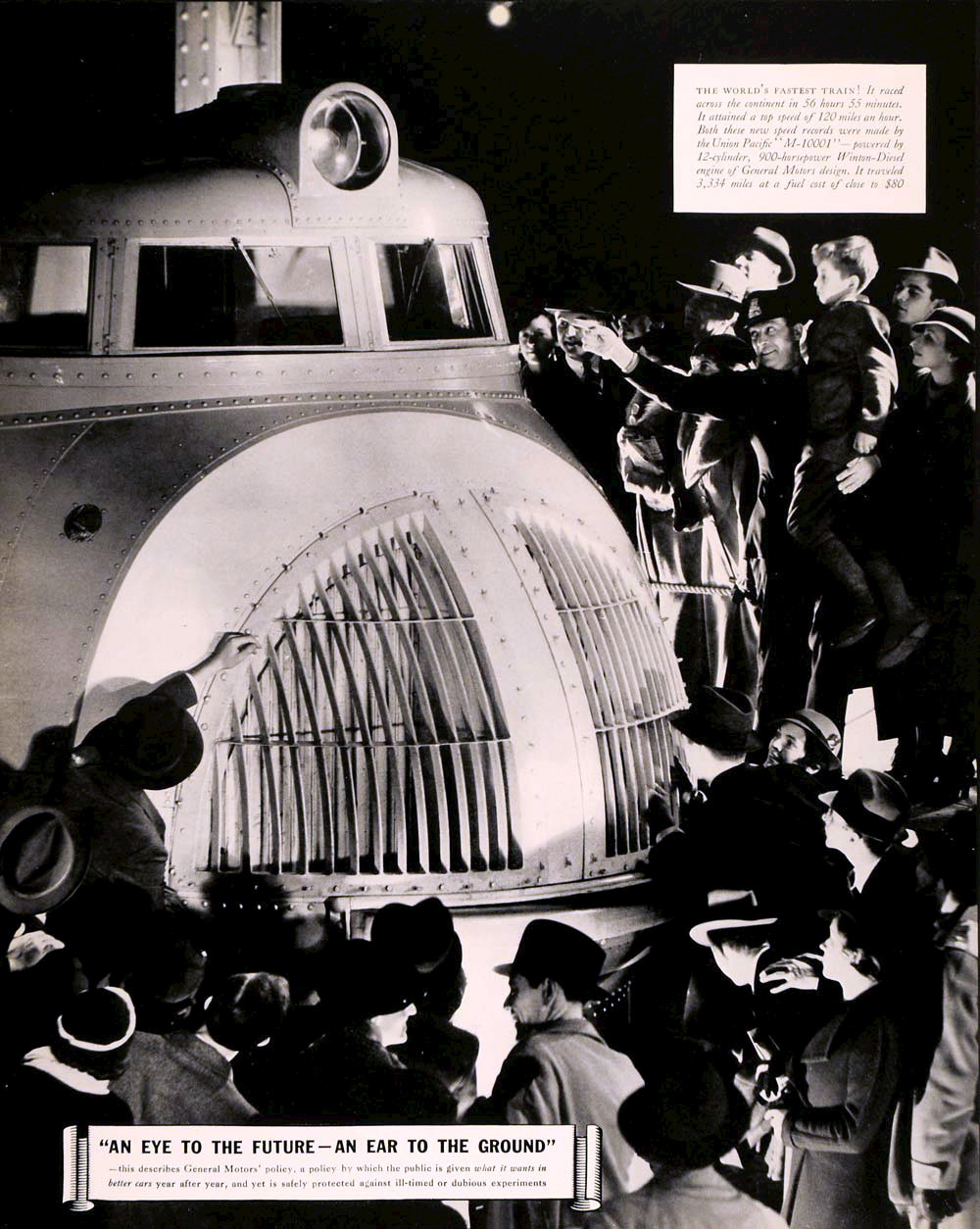
M-10001 „City of Portland“ legte 1934 die Strecke Los Angeles – New York in weniger als 57 Stunden zurück.

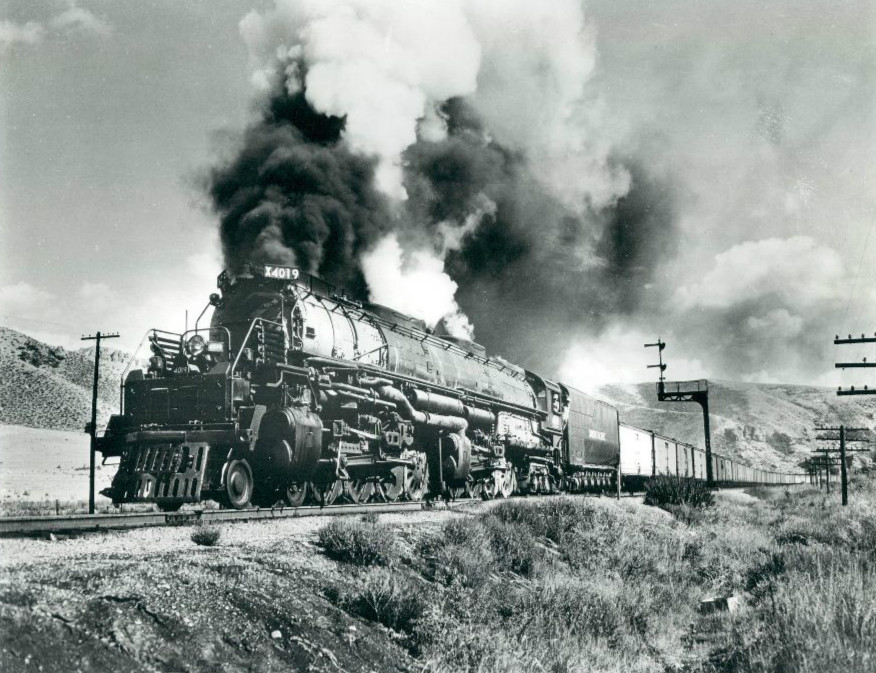
Die ab 1941 bei der Union Pacific in Dienst gestellten „Big Boys“ Klasse 4000 gehörten zu den größten und stärksten Dampfloks der Welt.

Die Union Pacific Railroad erhielt mit der Unterzeichnung des Pacific Railroad Act am 1. Juli 1862 durch Abraham Lincoln die Konzession zum Bau einer Bahnstrecke nach Kalifornien. Sie erhielt dafür rund 12 Millionen Acre Land und Staatsanleihen in Höhe von 27 Millionen US-Dollar.
Die ersten Gleise wurden 1865 in Omaha im Bundesstaat Nebraska verlegt, dabei wurde der heutige Name angenommen. Rund 20.000 Arbeiter verlegten fortan rund fünf Meilen (8–9 km) Schienen pro Tag, aufgrund der harten Arbeitsbedingungen und Kämpfen mit Indianern starben mehrere hundert Arbeiter bei den Baumaßnahmen. Am 10. Mai 1869 traf sich der Streckenbau der UP mit der aus Kalifornien vorangetriebenen Strecke der Central Pacific Railroad am heutigen Golden Spike National Historic Site am Großen Salzsee in Utah. Später wurde diese Strecke durch den Lucin Cut Off mit einer Eisenbahnbrücke über den Großen Salzsee ersetzt. Sie ging über an die Utah Central Railroad und die Utah and Northern Railway. Letztere hatte eine Zweiglinie von Ogden an der UP-Hauptstrecke nordwärts zur Grenze des heutigen Staates Idaho gebaut.
Durch den Bau einer Bahnstrecke von Ogden aus verschaffte sich die Bahngesellschaft einen eigenen Zugang zum Pazifik in Portland (Oregon). 1880 übernahm UP die Kansas Pacific Railway, die zehn Jahre zuvor eine Strecke von Kansas City nach Denver gebaut hatte, sowie die Denver Pacific Railroad, eine Tochtergesellschaft, die die Verbindung von Denver nach Cheyenne an der UP-Hauptstrecke herstellte. Mit dieser Fusion wurde die Gesellschaft zur „Union Pacific Railway“ umbenannt. Etwa zu diesem Zeitpunkt erwarb die UP einige Schmalspurbahnen in Colorado und besaß bis 1893 sogar eine Normalspurstrecke über New Mexico nach Texas.
Die Führung der Union Pacific war 1872 in einen Skandal um Bestechungen und Verschiebungen der Baugelder über ein Tarnunternehmen verwickelt (Crédit Mobilier of America). In der Folge stand die Bahngesellschaft kurz vor dem Konkurs. Jay Gould stieg in das Unternehmen ein und es gelang ihm durch organisatorische Verbesserungen und Rationalisierungen, die Wirtschaftlichkeit des Unternehmens zu verbessern. Da es zu keiner Lösung bei der Ablösung der staatlichen Kredite für den Bahnbau kam, beendete er sein Engagement.
Die Wirtschaftskrise 1893 sowie ein schon vorher schlechtes wirtschaftliches Ergebnis, durch ein hohes Transportaufkommen bei gleichzeitig ruinösen Tarifen, sorgten dafür, dass die UP genau wie eine Vielzahl konkurrierender Bahngesellschaften Konkurs anmelden musste. Im Rahmen des Konkursverfahrens übernahm Edward Henry Harriman die Kontrolle des Unternehmens. Das neu gebildete Konsortium, das vor allem aus Anteilseignern der bevorrangigten Hypothekenbriefe und weiteren Anleihenehmern bestand, ersteigerte am 1. November 1897 das im Konkursverfahren verbliebene Vermögen zum Preis von 58,1 Millionen Dollar. Gleichzeitig verzichtete die Bundesregierung auf weitere Darlehensansprüche bezüglich der Union Pacific. Das in Utah 1897 neu gegründete Unternehmen führte wieder die Bezeichnung „Union Pacific Railroad“ und übernahm bis zum 1. April 1898 die Hauptstrecke zwischen Omaha und Ogden, die Missouri-Brücke in Omaha und die Strecken der früheren Kansas Pacific.
Ab 1901 kontrollierte die unter ihrem Vorsitzenden Edward Harriman sanierte UP die Southern Pacific Railroad, musste jedoch durch Beschluss des Supreme Court im Jahre 1913 diese Kontrolle wieder aufgeben.
1906 erzielte ein Sonderzug für Harriman von Oakland, Kalifornien, nach New York City mit 71 Stunden und 27 Minuten einen 28 Jahre lang gültigen Rekord für die kürzeste Fahrzeit zwischen West- und Ostküste der USA.
Zur Ankurbelung des Personenverkehrs und als Werbemaßnahme begann die Union Pacific Railroad in den Tourismus zu investieren. Mit der Tochtergesellschaft Utah Parks Company begann die Gesellschaft ab 1913 Hotels in den Nationalparks Zion, Bryce Canyon und Grand Canyon zu errichten. Für die erstgenannten Parks besaß das Unternehmen die alleinige Konzession. Außerdem wurde zur besseren Erschließung eine Bahnstrecke zu den Parks errichtet. Mit der Schaffung des Wintersportressorts Sun Valley ab 1936 wurde versucht, ein den europäischen Alpenorten vergleichbares Touristenziel zu etablieren.
Mit dem im Februar 1934 in Dienst gestellten dreiteiligen Triebwagen M-10000 „City of Salina“ führte die Union Pacific als erste Eisenbahngesellschaft in Nordamerika einen Stromlinienzug mit Dieseltraktion ein. Ebenfalls 1934 wurde die bis heute für Lokomotiven und historische Personenwagen verwendete gelbe Fahrzeugfarbe „armour yellow“ mit roten Zierstreifen und Beschriftungen eingeführt. Nach einer umfangreichen Amerikarundfahrt als „Tomorrow’s Train Today“ nahm der Zug an der Weltausstellung in Chicago teil und wurde von einer Million Menschen besichtigt. Im Oktober desselben Jahres startete der für den „City of Portland“-Nachtzug beschaffte sechsteilige M-10001 in Los Angeles auf eine 5.244 Kilometer lange transkontinentale Pressefahrt und erreichte in einer noch heute beachtlichen Rekordzeit von 56 Stunden und 55 Minuten den Grand Central Terminal in New York City.

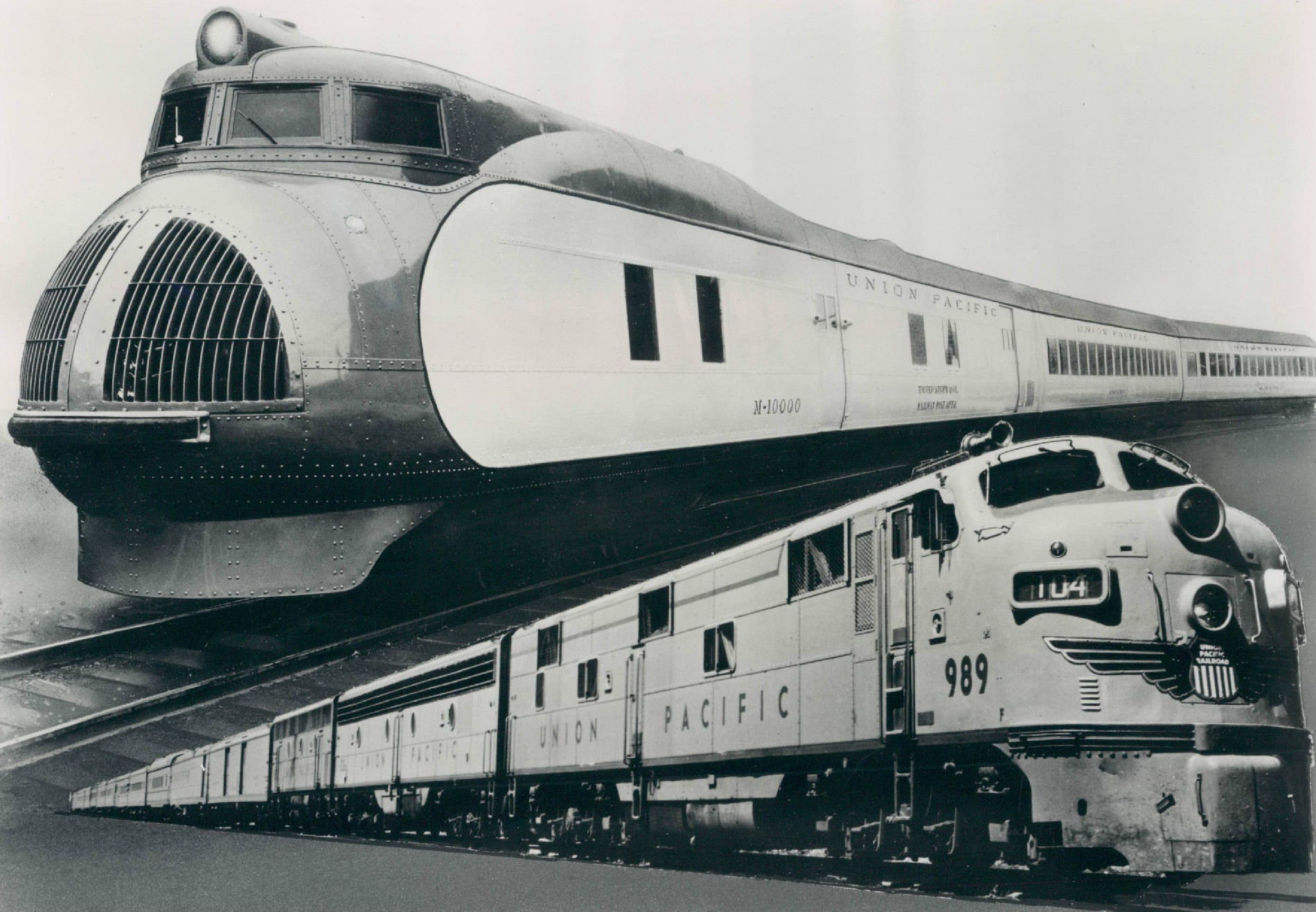
Der erste Stromlinienzug M-10000 von 1934 und ein Reisezug des Jahres 1953 mit EMD-Dieselloks der E- und F-Serie.

Die Rekordfahrt machte auch die zwischen 1936 und 1938 eingeführten dieselelektrischen Stromlinienzüge „City of Los Angeles“, „City of San Francisco“ und „City of Denver“ zu kommerziellen Erfolgen und die Union Pacific zu einem wichtigen Pionier bei Einführung der Dieseltraktion im schnellen transkontinentalen Reisezugverkehr. Da die UP östlich von Omaha noch keine eigenen Strecken besaß, wurden die Stromlinienzüge von und nach Chicago zunächst in Kooperation mit der Chicago and North Western Railway (C&NW), ab 30. Oktober 1955 gemeinsam mit der Chicago, Milwaukee, St. Paul and Pacific Railroad (Milwaukee Road) betrieben.
Neben der noch in der Entwicklung befindlichen Dieseltechnik erprobte die UP auch innovative Traktionsarten wie Dampfturbinen-elektrische Lokomotiven und Gasturbinenlokomotiven. Zugleich beschaffte die Union Pacific mit den Reihen 3900 „Challenger“ und 4000 „Big Boy“ Dampflokomotiven, die zu den größten und stärksten der Welt zählten. UP beendete den planmäßigen Dampfbetrieb 1959, die letzten noch als Reserve vorgehaltenen „Big Boys“ wurden 1962 ausgemustert. Einzige Ausnahme ist die Lokomotive 844 der UP-Klasse 800, die nie ausgemustert wurde und von der UP seitdem für Sonderfahrten betriebsfähig gehalten wird.
1971 gab die UP den Personenfernverkehr an Amtrak ab. Das Armour Yellow im Personenverkehr gibt es seitdem nur noch auf einigen für Zwecke des Charter- und Sonderverkehrs vorgehaltenen Wagen.

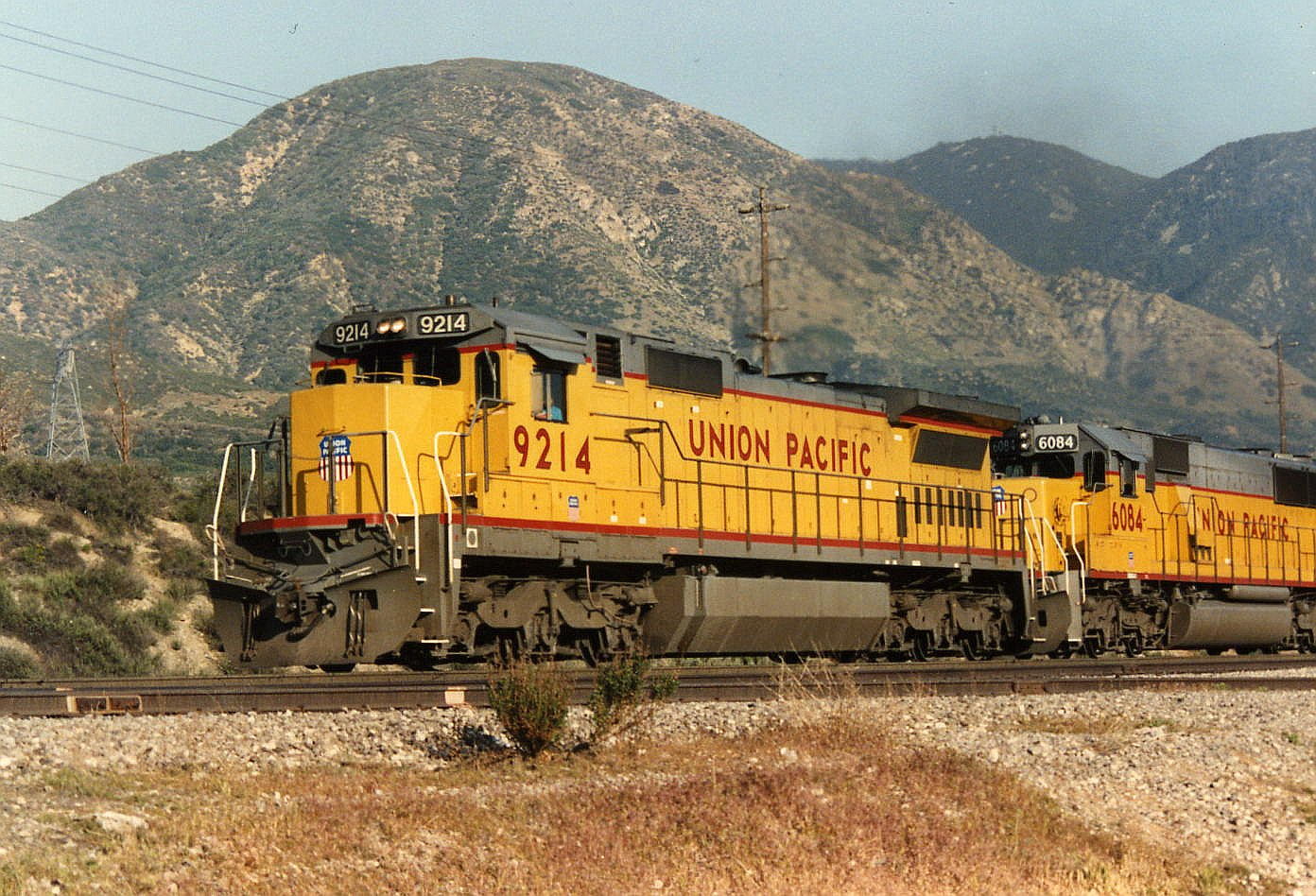
GE Dash 8-40C am Cajon Pass (10. Mai 1991)

Im Rahmen der Konsolidierung des US-Bahngeschäfts übernahm die UP 1981 die Western Pacific Railroad, die ihre Hauptstrecke von Ogden nach San Francisco/Oakland hatte. Damit hatte man einen zweiten Pazifikzugang. Eine erhebliche Vergrößerung des Streckennetzes brachte die Übernahme der doppelt so großen Missouri Pacific Railroad im Jahr 1982. 1995 verleibte sich die UP die Chicago and North Western Railway (C&NW) ein, von der sie zuvor schon 25 Prozent der Aktien hielt. Ein Jahr später wurde die große Southern Pacific Railroad inklusive ihrer Tochter St. Louis Southwestern Railway (Cotton Belt) dem Omaha Empire angegliedert. Die SP war zuvor 1988 selbst von der Denver and Rio Grande Western Railroad übernommen worden, die den Namen der neuen Gesellschaft als Southern Pacific Lines annahm.

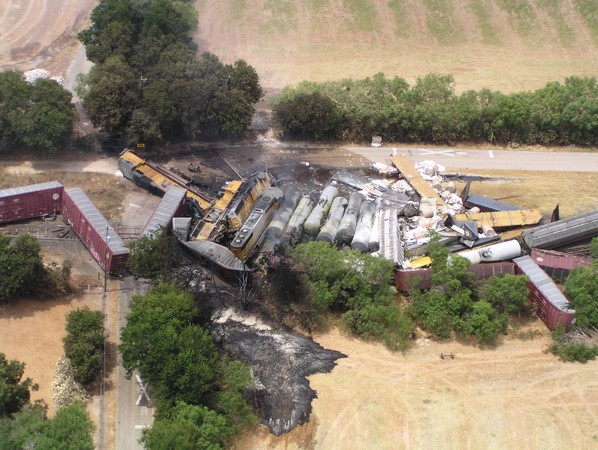
Luftbild vom Unfallort in Macdona (Texas) nach der Zug-Entgleisung 2004

Dem Unternehmen wurden in der jüngeren Vergangenheit in Untersuchungen mangelnde Wartungen, Pausenzeiten für Mitarbeiter und Sicherheitsmaßnahmen vorgeworfen, insbesondere nach einer Serie von tödlichen Zugentgleisungen bei San Antonio, wovon der schwerste Unfall bei Macdona (Texas) 3 Tote und 43 Verletzte forderte.
Im Großraum Chicago fährt die Union Pacific im Auftrag und auf Rechnung der regionalen Verkehrsbehörde, der Regional Transportation Authority, Vorortzüge, die bis 1995 von der C&NW betrieben wurden.
Mit der im Juli 2025 vereinbarten Fusion der Union Pacific Corporation und der Norfolk Southern Corporation soll eine die West- und Ostküste der Vereinigten Staaten verbindende Bahngesellschaft geschaffen werden. Die Bahngesellschaft soll den Namen Union Pacific Railroad beibehalten.

## Unternehmenssitz
Ab der Gründung bis 1898 war der Sitz des Unternehmens in New York City (u. a. 20 Nassau Street) bzw. in Boston (Ames Building). Nach der Übernahme durch E. H. Harriman wurden ab dem 31. Januar 1898 neue Büroräume im Equitable Building (120 Broadway, New York) genutzt.
Der operative Betrieb wurde von Omaha aus geleitet. So diente ab 1869 das frühere Hotel Herndon House (9th and Farnam Street) als Verwaltungsgebäude. Zu diesen Zwecken wurde es später umgebaut. Ab 1911 wurde ein neu errichtetes Gebäude an der Ecke 15th und Dodge Street (1416 Dodge Street) genutzt. Dieses später erweiterte Gebäude diente ab 1969 (Gründung der Union Pacific Corporation mit Sitz in New York) bis 2004 als Unternehmenssitz. Seitdem ist das Union Pacific Center in 1400 Douglas Street in Omaha der Unternehmenssitz.

## Unternehmensleitung

### Präsidenten der Union Pacific Railroad
Nach Beschluss des Gesetzes zum Bau der pazifischen Eisenbahn bis zur Gründungsversammlung, bei dem das erste Board of Directors gewählt wurde, führte William Butler Ogden die Geschäfte des entstehenden Unternehmens.
Im Laufe der Unternehmensgeschichte haben sich Veränderungen der Verantwortlichkeiten in den einzelnen Positionen der Unternehmensleitung ergeben. Bis zum Konkurs 1893 war der Präsident der oberste Unternehmensleiter. Mit der Übernahme des Unternehmens durch E. H. Harriman ging diese Position auf den „chairman of the board“ und/oder den „chairman of the executive committee“ über. Der Präsident war ab diesem Zeitpunkt vor allem für den operativen Betrieb des Unternehmens zuständig.
Eine erneute Änderung ergab sich dann mit der Gründung der Union Pacific Corporation und dem Verkauf aller Unternehmen aus dem Nicht-Bahn-Bereich bis Mitte der 2000er Jahre. So besteht heute weitgehende Personenidentität zwischen dem Präsidenten, dem Chief Executive Officer und dem „chairman of the board“.
| Von              | Bis                | Name                       | Anmerkung                                                 |
| ---------------- | ------------------ | -------------------------- | --------------------------------------------------------- |
| 30. Oktober 1863 | 24. November 1866  | John Adams Dix             |                                                           |
| 12. März 1868    | 8. März 1871       | Oliver Ames                | Interimspräsident vom 24. November 1866 bis 12. März 1868 |
| 8. März 1871     | 6. März 1872       | Thomas Alexander Scott     |                                                           |
| 6. März 1872     | 19. Juni 1873      | Horace F. Clark            |                                                           |
| 11. März 1874    | 18. Juni 1884      | Sidney Dillon              |                                                           |
| 18. Juni 1884    | November 1890      | Charles Francis Adams, Jr. |                                                           |
| November 1890    | April 1892         | Sidney Dillon              |                                                           |
| April 1892       | Dezember 1897      | Silas H. H. Clark          | ab 1. Oktober 1893 als Konkursverwalter eingesetzt        |
| Januar 1898      | Januar 1904        | Horace G. Burt             |                                                           |
| Januar 1904      | 9. September 1909  | E. H. Harriman             |                                                           |
| Oktober 1909     | Oktober 1911       | Robert S. Lovett           |                                                           |
| Oktober 1911     | Juli 1916          | A. L. Mohler               |                                                           |
| Juli 1916        | November 1918      | Edgar E. Calvin            |                                                           |
| November 1918    | Februar 1919       | Charles Bronson Seger      |                                                           |
| 1. Februar 1919  | 31. Dezember 1919  | Robert S. Lovett           |                                                           |
| 1. Januar 1920   | 1. Oktober 1937    | Carl R. Gray               |                                                           |
| 1. Oktober 1937  | 1. Februar 1946    | William Jeffers            |                                                           |
| 1. Februar 1946  | 1. März 1949       | George F. Ashby            |                                                           |
| 1. März 1949     | 1. Januar 1965     | Arthur E. Stoddard         |                                                           |
| 1. Januar 1965   | 30. September 1971 | Edd H. Bailey              |                                                           |
| 1. Oktober 1971  | 3. Januar 1982     | John C. Kenefick           |                                                           |
| 3. Januar 1983   | Oktober 1986       | Robert G. Flannery         |                                                           |
| Oktober 1986     | August 1991        | Michael H. Walsh           |                                                           |
| August 1991      | August 1995        | Richard K. Davidson        | Präsident, CEO und Chairman                               |
| August 1995      | November 1996      | Ronald J. Burns            | Präsident und CEO                                         |
| November 1996    | September 1998     | Jerry R. Davis             |                                                           |
| September 1998   | Januar 2004        | Ivor J. Evans              |                                                           |
| Januar 2004      | 2. März 2012       | James R. Young             | 2007–2012: President, CEO und Chairman                    |
| 2. März 2012     | 5. Februar 2014    | John J. Koraleski          | Präsident und CEO, seit 5. Februar 2012: Chairman         |
| 5. Februar 2014  | 14. August 2023    | Lance M. Fritz             | Seit 5. Februar 2015 zusätzlich CEO                       |
| 14. August 2023  | 1. Juli 2025       | Beth Whited                |                                                           |

### Chief Executive Officer und Chairman der Union Pacific Railroad
Erster Chairman of the board war Sidney Dillon. Nachdem er auf Grund seiner Erkrankung nicht mehr als Präsident zur Verfügung stand, wurde er bei der Aktionärsversammlung am 27. April 1892 in diese „Ehrenposition“ ernannt. Er verstarb kurz darauf im Juni des gleichen Jahres. Am 26. April 1893 wurde Alexander E. Orr zum Chairman of the board ernannt.
| Zeitraum                        | Name                  | Anmerkung |
| ------------------------------- | --------------------- | --- |
| 30. März 1898–Dezember 1898     | Winslow S. Pierce     | Chairman of the board |
| 15. Juli 1898–9. September 1909 | Edward H. Harriman    | Chairman of the executive committee |
| September 1909–November 1918    | Robert S. Lovett      | Chairman of the executive committee |
| November 1918–Februar 1919      | Charles Bronson Seger | Chairman of the executive committee |
| Februar 1919–Januar 1924        | Robert S. Lovett      | Chairman of the executive committee |
| Januar–August 1924              | Charles Peabody       | Chairman of the finance commitee |
| August 1924–11. August 1932     | Charles Bronson Seger | Chairman of the finance/executive commitee                                                                                             |
| 1. März 1924–19. Juni 1932      | Robert S. Lovett      | Chairman of the board |
| 11. August 1932–5. Mai 1953     | Fannin W. Charske     | Chairman of the executive commitee |
| 25. Juli 1932–1946              | W. Averell Harriman   | Chairman of the board |
| 1946–1968                       | E. Roland Harriman    | Chairman of the board |
| 1953–1966                       | Robert A. Lovett      | Chairman of the executive committee |
| 1967–1969                       | Frank E. Barnett      | Chairman of the executive committee, ab 1969: zusätzlich chairman of the board                                                         |
| 1. September 1970–1. April 1986 | John C. Kenefick      | CEO, ab 3. Januar 1982: Chairman; 1971–1982: Präsident                                                                                 |
| 1. April 1986–1. November 1986  | Andrew L. Lewis       | CEO |
| 1. November 1986–1. August 1991 | Michael H. Walsh      | CEO, Chairman |
| 1. August 1991–1. Februar 2007  | Richard K. Davidson   | Präsident, CEO und Chairman bis August 1995, August 1995 bis November 1996: Chairman; November 1996 bis Februar 2007: Chairman und CEO |
| August 1995–November 1996       | Ronald J. Burns       | CEO |
| 1. Februar 2007–2. März 2012    | James R. Young        | Chairman and CEO, 2004–2012: zusätzlich President                                                                                      |
| 2. März 2012–1. Oktober 2015    | John J. Koraleski     | CEO und Chairman, seit 5. Februar 2012: Chairman, bis 5. Februar 2014: President, bis 5. Februar 2015: CEO                             |
| 5. Februar 2015-14. August 2023 | Lance M. Fritz        | Chairman (ab 1. Oktober 2015), CEO und President                                                                                       |
| 14. August 2023-                | Jim Vena              | CEO |
| 14. August 2023-                | Mike McCarthy         | Chairman |

Quelle: Official register of directors and officers of the Union Pacific railroad company and the Union Pacific railway company, 1863–1889